# Tassili Tadrart
Koordinaten: 24° 28′ N, 10° 14′ O

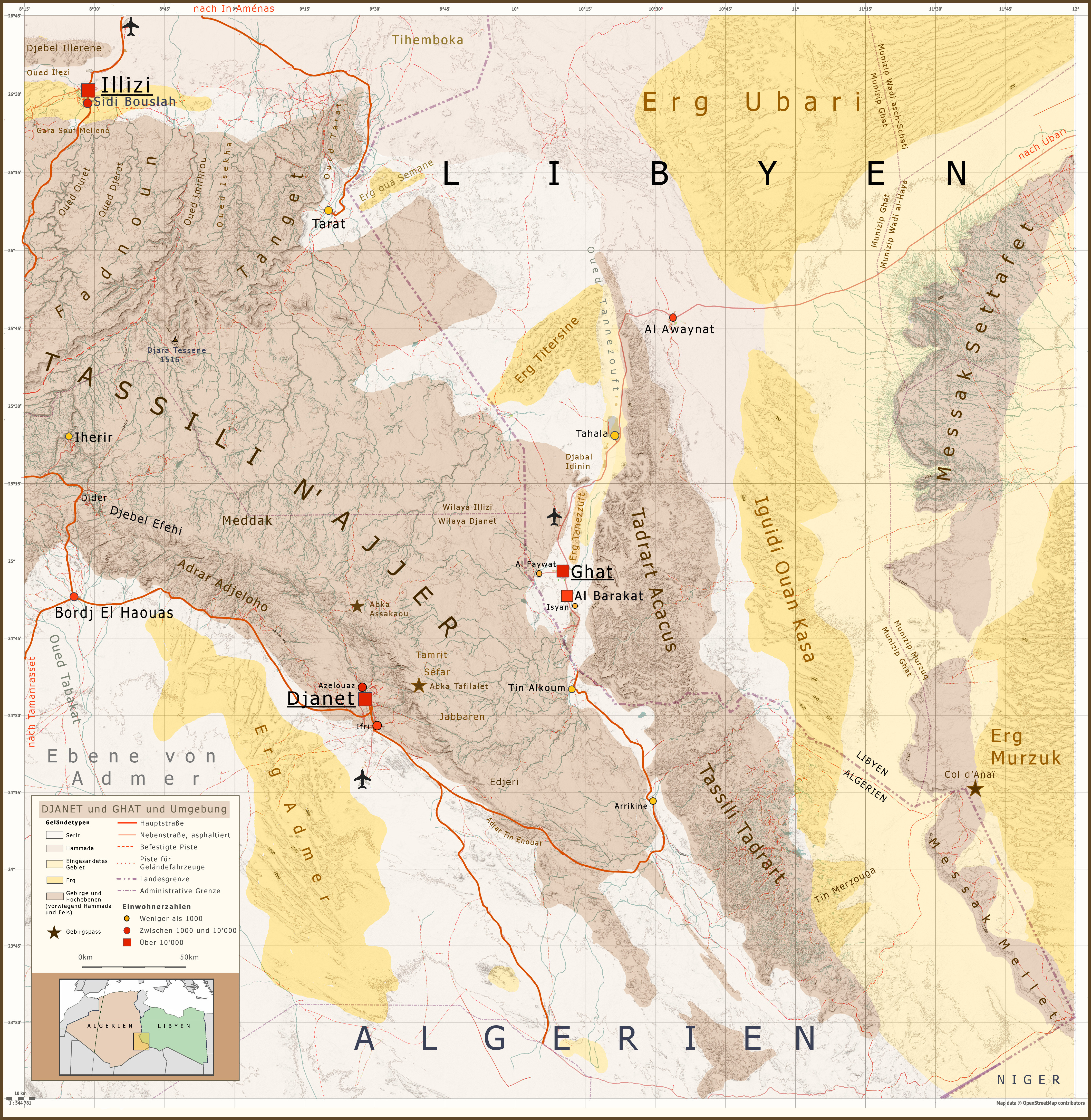
Karte mit einem Teil des Tassili n'Ajjer und des Tassili Tadrart (rechts, unten)

Das Tassili Tadrart (auch Roter Tadrart) ist ein Gebirgszug im Südosten von Algerien. Die südliche Verlängerung des Tadrart Acacus grenzt an Libyen im Osten und an den Niger im Süden. Das Gebirge ist von west-östlich orientierten, schluchtenartigen Wadis durchzogen, von denen In Djaren, das in den Erg von Tin Merzuga mündet, das größte ist.

## Paläoklima
Das Tassili Tadrart ist heute extrem trocken. Jedoch im neolithischen Subpluvial hatte das Gebiet Regenfälle und war von Savannenvegetation bedeckt und somit für Mensch und Tier als Lebensraum geeignet.

## Geographie
Das Gebiet zeichnet sich dadurch aus, dass auf verhältnismäßig kleinem Raum alle Farben des Saharasandes repräsentiert sind. Die Dünen variieren in verschiedensten Höhen und Größen. Die etwa 15–30 km breite, 150 km lange und bis zu 1.340 km hohe Gebirgsformation besteht größtenteils aus Sandstein. Erosion hat in dem Gebiet neben Felsschlössern und Canyons eine Vielzahl von Steinbögen gebildet. Bei Tin Merzouga breiten sich die Sanddünen mächtig aus und umspülen schwarze obeliskartige Felstürme.
Von Djanet aus gelangt man über eine Asphaltstraße in südöstlicher Richtung entlang des Erg d'Admer zum Zugang des Tassili Tadrart. Hier leben Tuareg der Kel Ajjer.

Landschaft des Tassili Tadrart
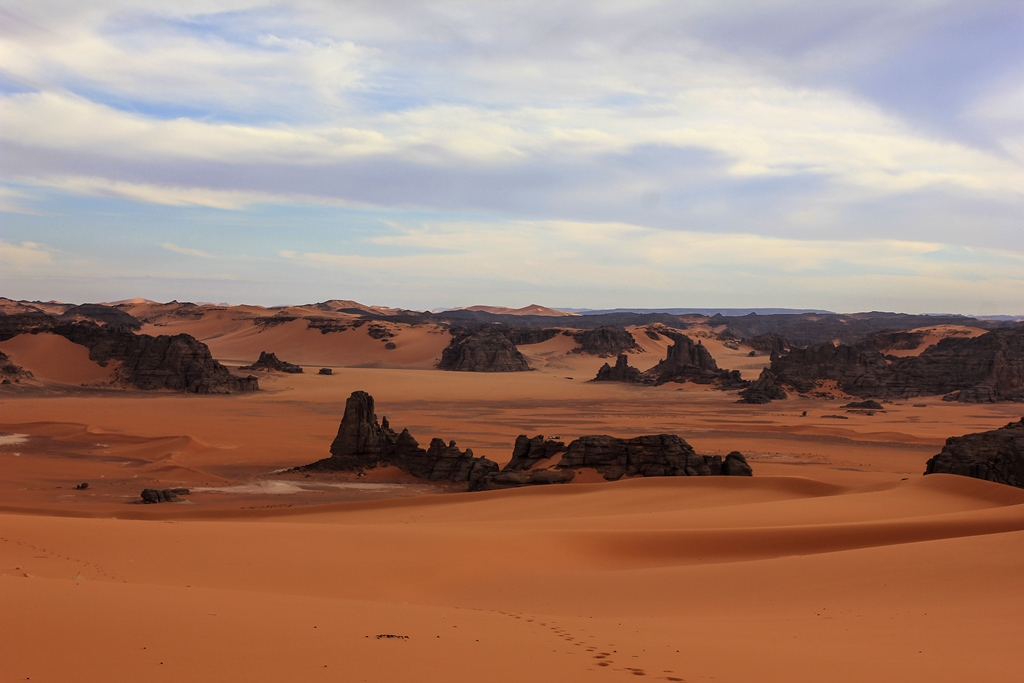
Östliche Abhänge des Tassili Tadrart in Dünen auslaufend
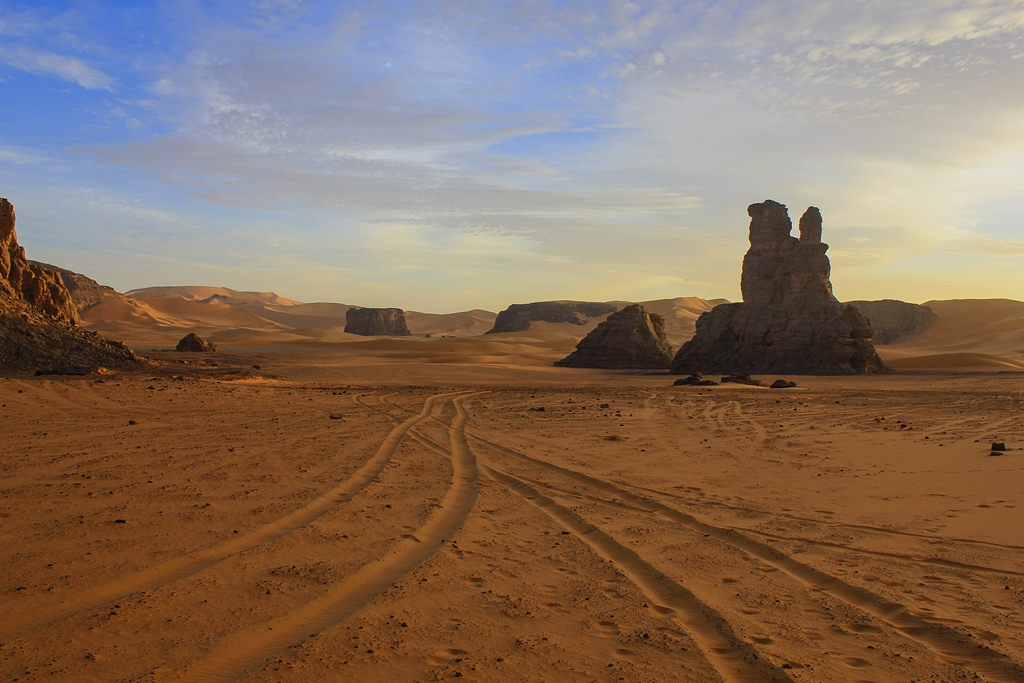
Von Sanddünen umspülter Felsturm Moul n'Aga
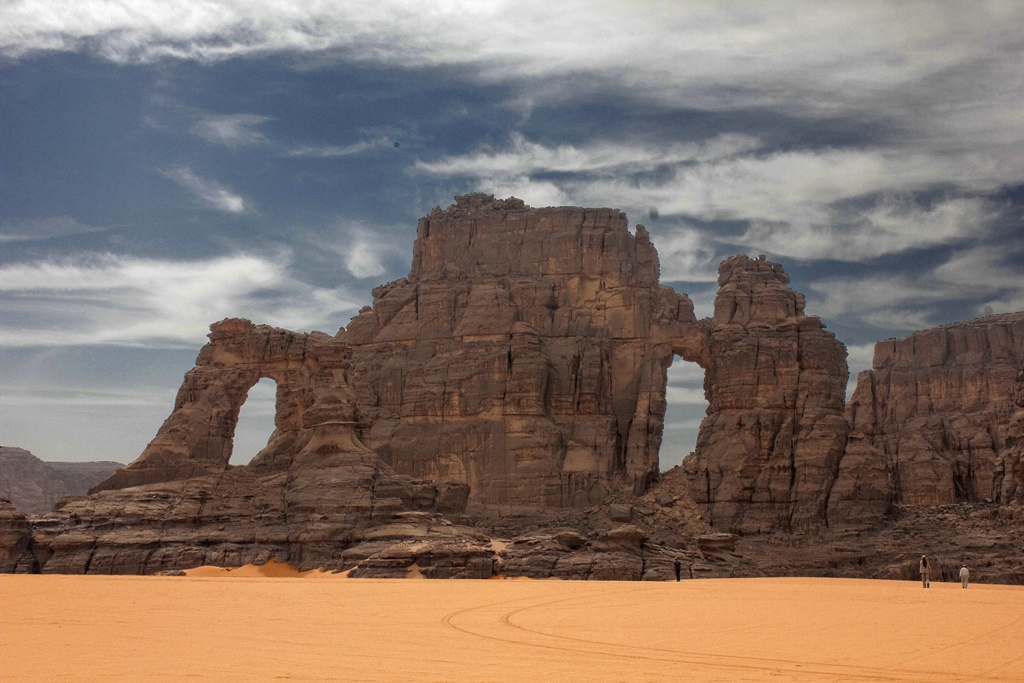
Steinbögen La Cathedrale

## Felsmalereien
Das Tassili Tadrart verfügt über großartige Felsmalereien, die eine lange chronologische Spanne vom frühen Neolithikum bis zur Neuzeit abdecken. Wände und Überhänge auf dem Grund der Wadis sind mit Felsmalereien und Felsgravuren übersät, die den Klimawandel des Gebiets von einer Savanne vor 10.000 Jahren zu einer Wüste vor 5.000 Jahren dokumentieren. Die Felskunst änderte sich im Laufe der Zeit von wilder Fauna wie Elefanten, Nashörner, Giraffen, Antilopen, wilden Rindern zu domestizierten Tieren wie Schiegen, Pferden und schließlich Kamelen.

Felsmalereien im Tassili Tadrart
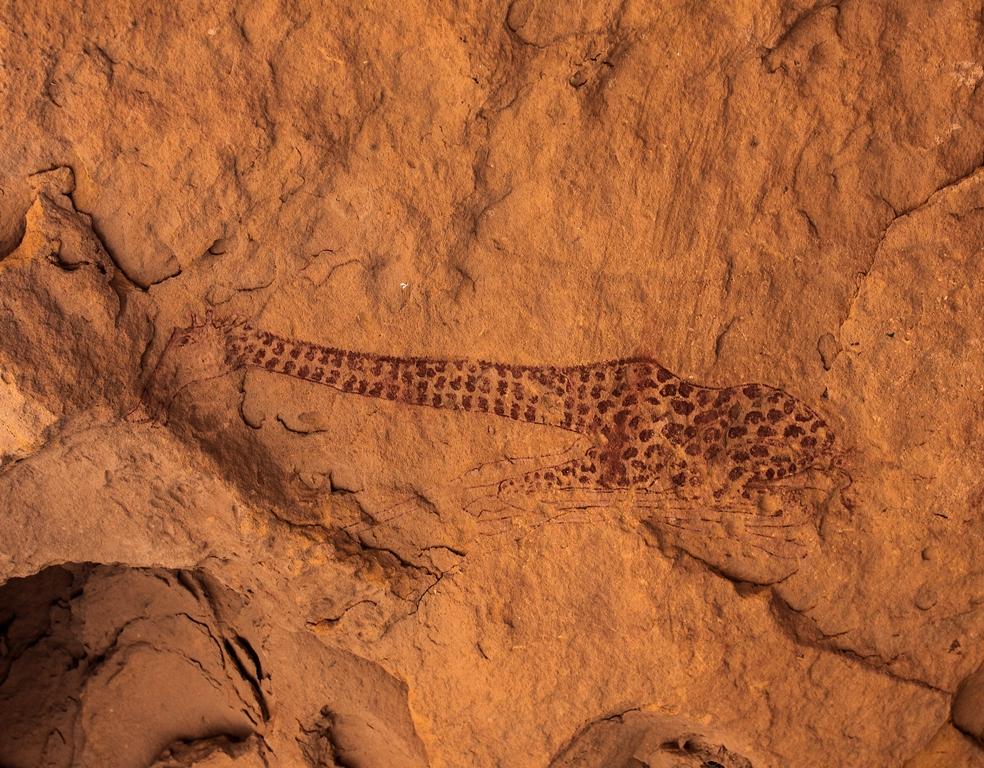
Rotgefleckte Giraffe
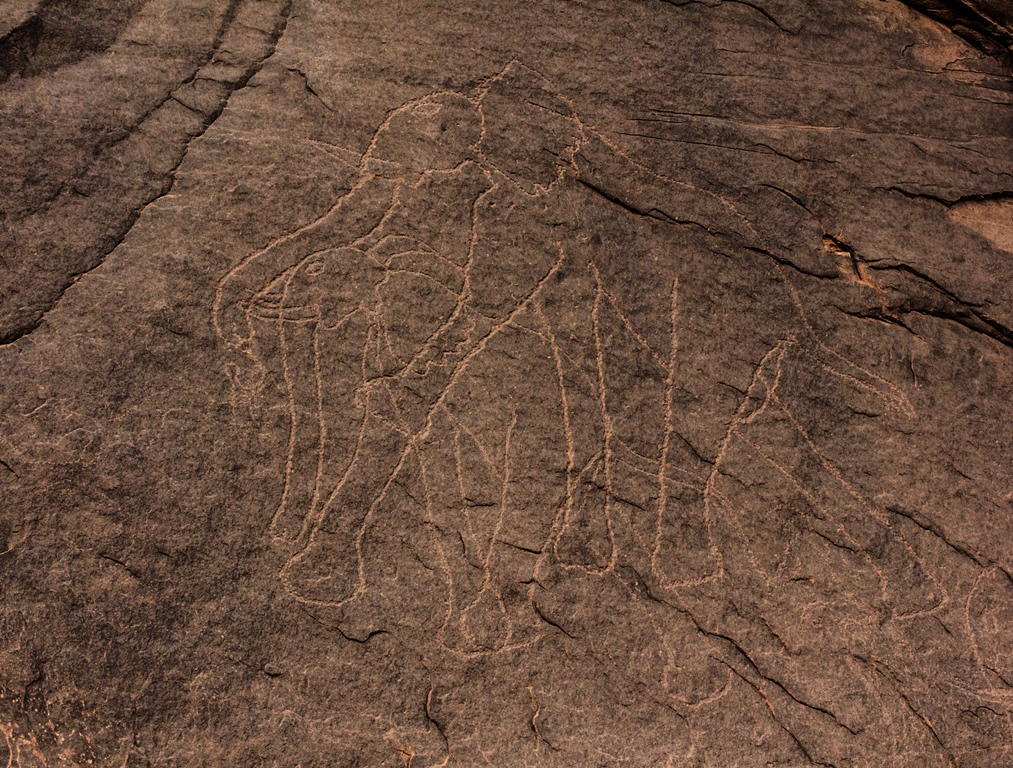
Herde von Elephanten
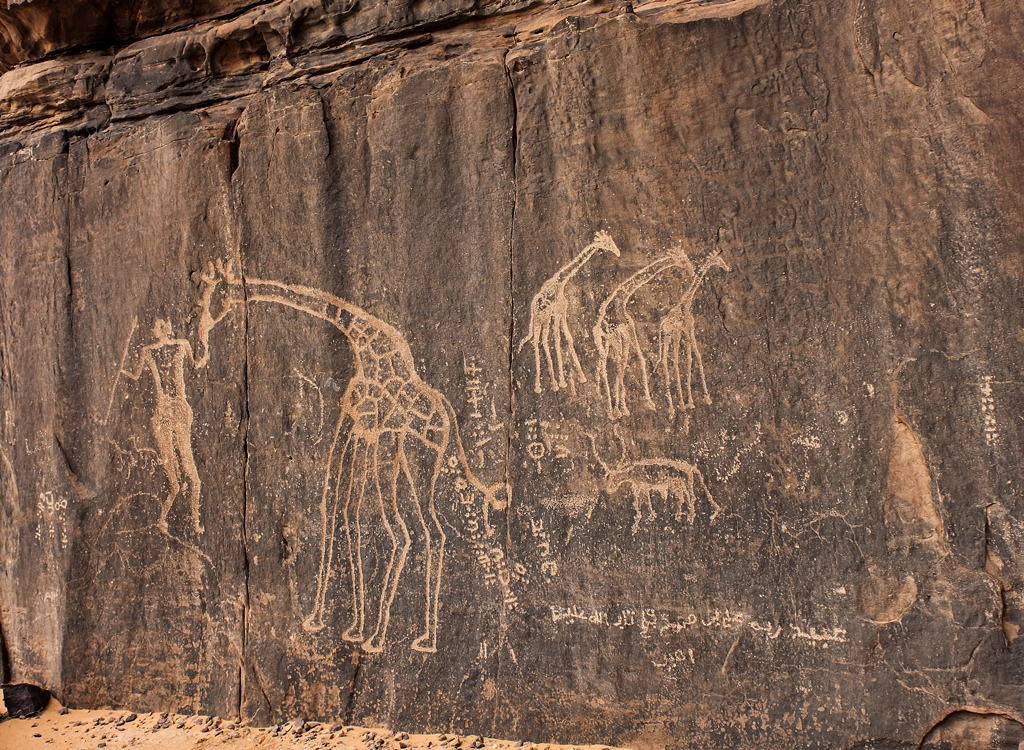
Jäger mit Giraffen; Inschriften in tifinagh und arabisch
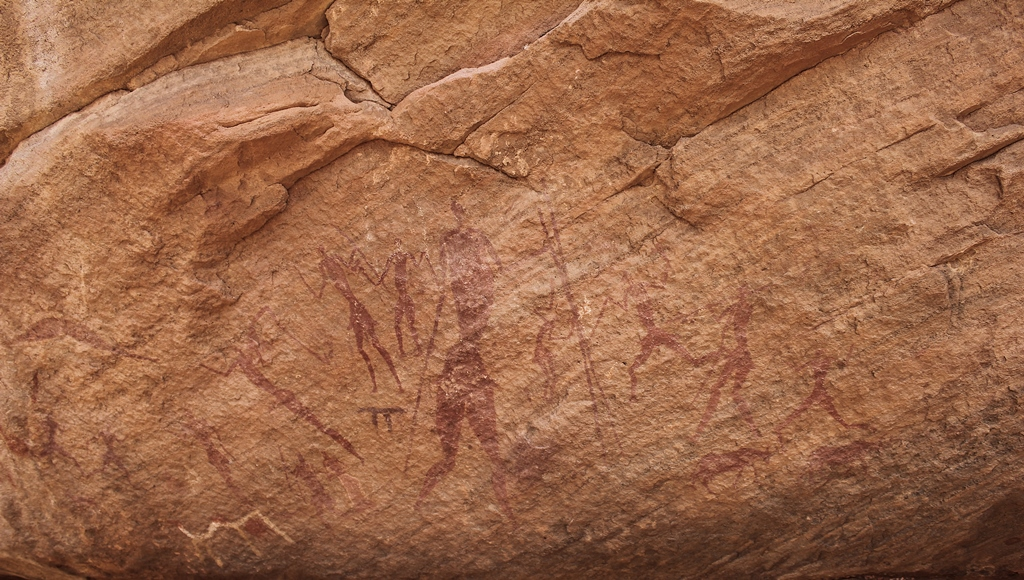
Männer mit Stöcken
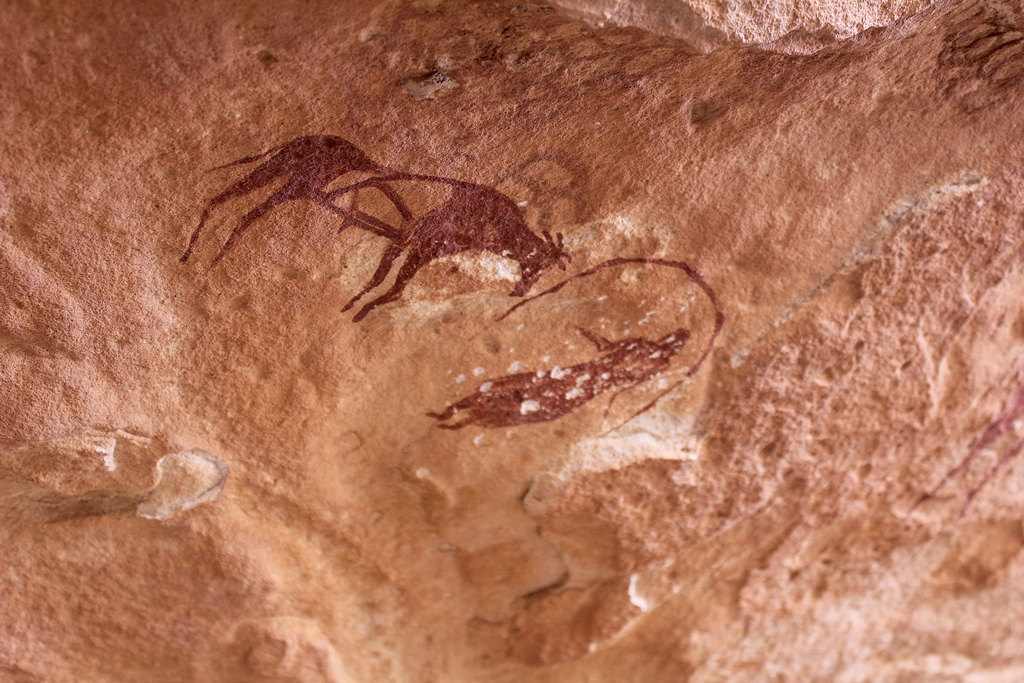
Vieh mit Frau in einer Hütte
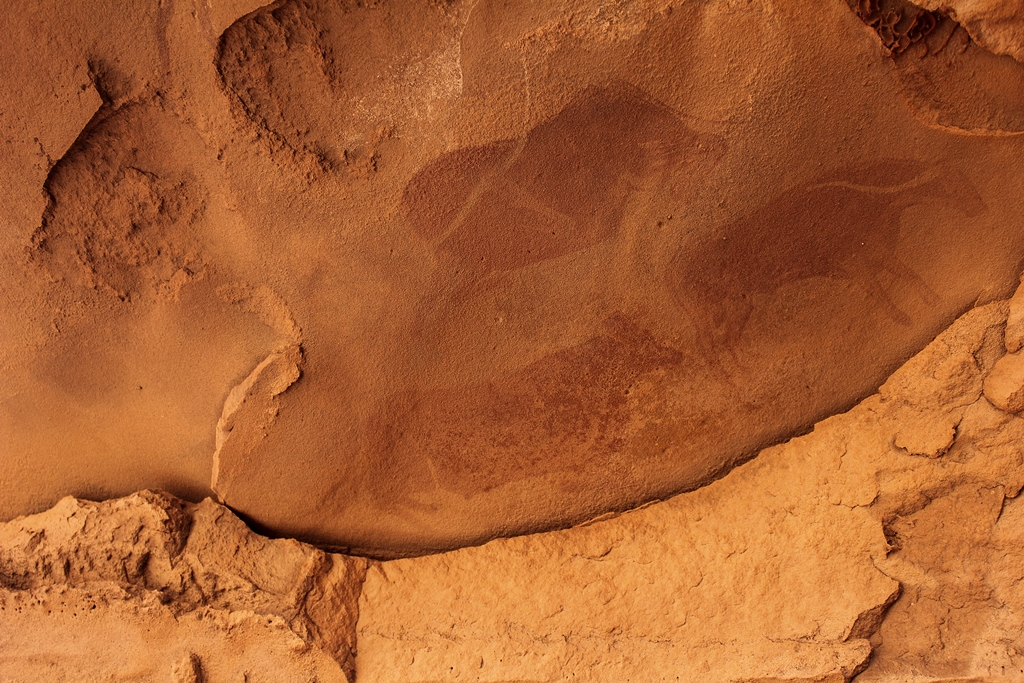
Wild
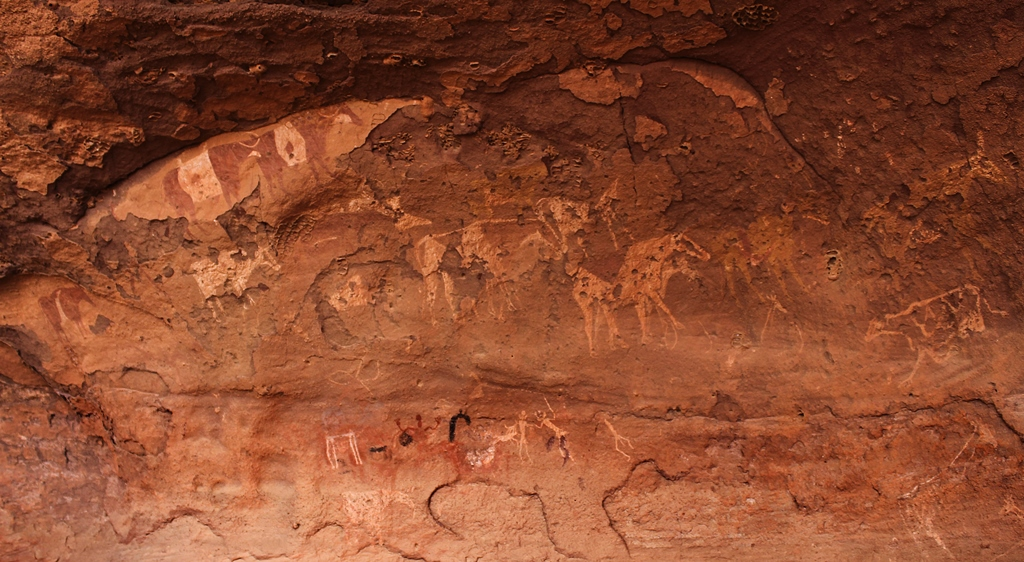
Hausvieh
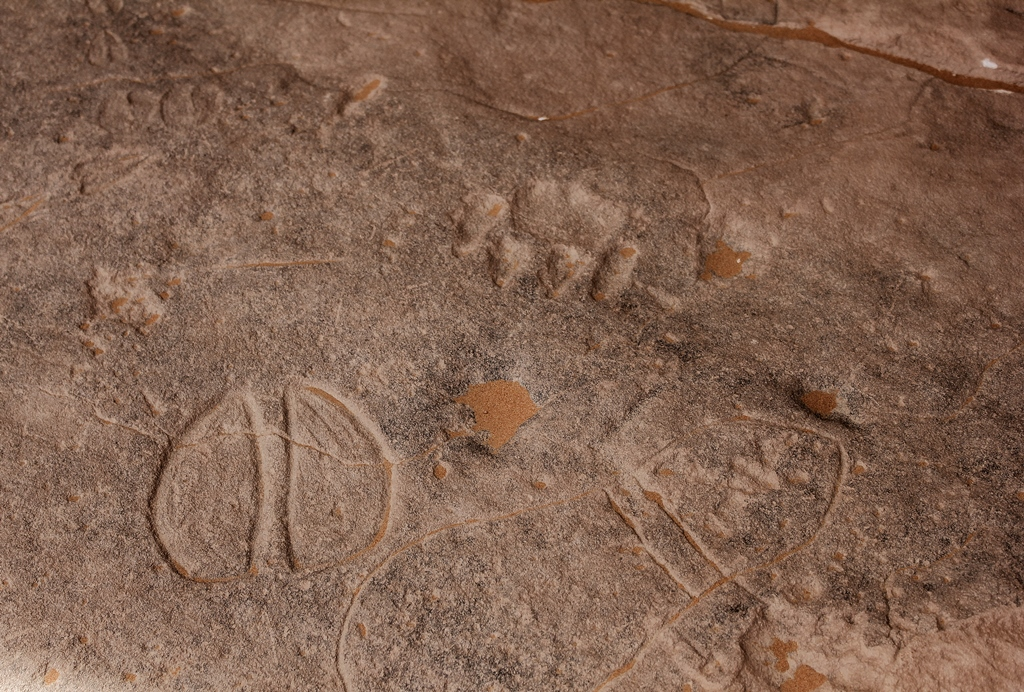
Fußabdrücke von Tieren
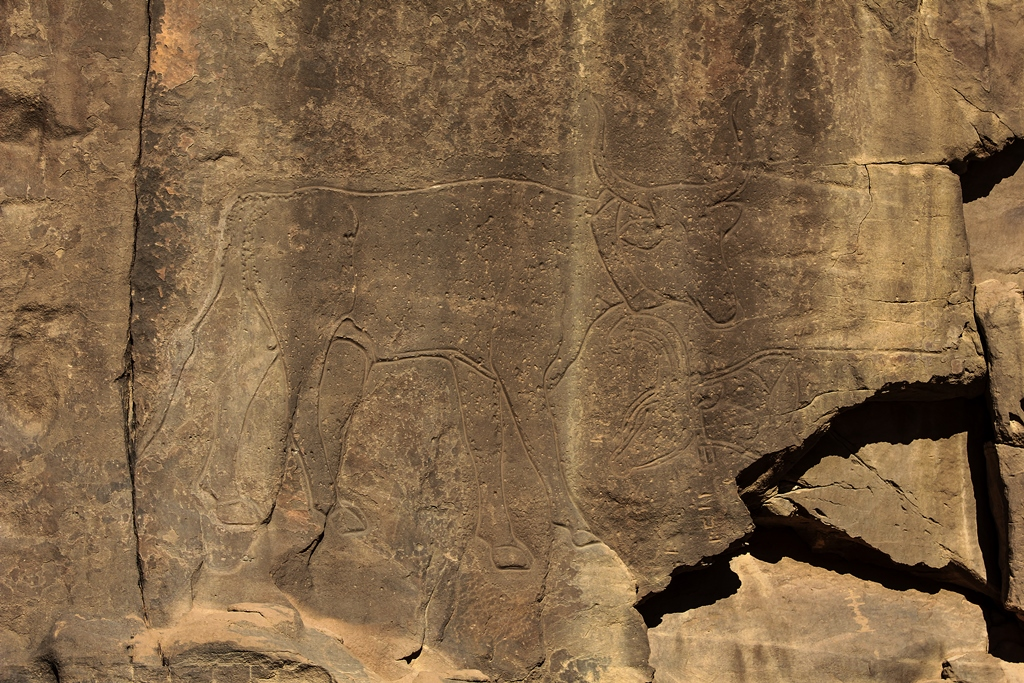
Hausvieh